# Saint-Polgues
Saint-Polgues település Franciaországban, Loire megyében. Lakosainak száma 275 fő (2022. január 1.). Saint-Polgues Bully, Cremeaux, Souternon és Vézelin-sur-Loire községekkel határos.

## Népesség
A település népessége az elmúlt években az alábbi módon változott:
| Lakosok száma | 196  | 197  | 182  | 220  | 249  | 256  | 259  | 257  | 263  | 275  |
|               | 1968 | 1982 | 1990 | 2006 | 2013 | 2015 | 2017 | 2019 | 2020 | 2022 |